# Eta Persei
Désignations
Eta Persei (η Per / η Persei, Êta Persei) est une étoile de la constellation de Persée. Elle porte également le nom traditionnel de Miram. Sa magnitude apparente est de +3,76 et est située à environ 1 330 années-lumière de la Terre.
Eta Persei est une étoile supergéante ou géante lumineuse orangée de type spectral K3 Ib-IIa. Elle possède six compagnons recensés dans les catalogues d'étoiles doubles et multiples, et certains d'entre-eux pourraient lui être physiquement associés, faisant d'Eta Persei un système stellaire possiblement quadruple.